# Yellow Cup 1980
Der Yellow Cup 1980 war die neunte Austragung des Handballturniers für Vereinsmannschaften. Gespielt wurde am 27. und 28. Dezember 1980 in der Eulachhalle von Winterthur (Kanton Zürich). Insgesamt etwa 2.000 Zuschauer besuchten die Spiele an beiden Tagen, die über eine Spielzeit von zweimal 20 Minuten geführt wurden. Auf Einladung des Vereins Yellow Winterthur aus der Nationalliga A beteiligten sich der spanische Meister FC Barcelona, der jugoslawische Vizemeister RK Željezničar Sarajevo sowie die Schweizer Erstligisten TSV St. Otmar St. Gallen und Pfadi Winterthur. Durch die kurzfristige Absage des dänischen Meisters KFUM Århus reduzierte sich das Teilnehmerfeld. Die «Otmärler» mit den Internationalen Robert (Torschützenkönig des «Yellow-Cup 80» mit 19 Treffern) und Peter Jehle, Peter Stürm, Hanspeter Lutz (bester Torhüter des Turniers) und Spielertrainer Urs Stahlberger, aber ohne den Jugoslawen Nedeljko Vujinović spielend, gewannen das Turnier vor den Spaniern um den als technisch attraktivster Spieler ausgezeichneten Eugenio Serrano Gispert und den enttäuschenden Jugoslawen.

## Tabelle
| Pl. | Verein                   | Sp. | S | U | N | Tore    | Diff. | Punkte |
| --- | ------------------------ | --- | - | - | - | ------- | ----- | ------ |
| 1.  | TSV St. Otmar St. Gallen | 4   | 3 | 1 | 0 | 060:490 | +11   | 07:10  |
| 2.  | FC Barcelona             | 4   | 3 | 0 | 1 | 070:570 | +13   | 06:20  |
| 3.  | RK Željezničar Sarajevo  | 4   | 1 | 2 | 1 | 064:610 | +3    | 04:40  |
| 4.  | Yellow Winterthur        | 4   | 1 | 1 | 2 | 050:560 | −6    | 03:50  |
| 5.  | Pfadi Winterthur         | 4   | 0 | 0 | 4 | 044:650 | −21   | 00:80  |

### Resultate
| 27. Dezember 1980 | RK Željezničar Sarajevo | 14:14 | Yellow Winterthur | Eulachhalle, Winterthur |
| 27. Dezember 1980 | (7:6)                   |       |                   | Eulachhalle, Winterthur |
| 27. Dezember 1980 |                         |       |                   | Eulachhalle, Winterthur |

| 27. Dezember 1980 | FC Barcelona | 17:11 | Pfadi Winterthur | Eulachhalle, Winterthur |
| 27. Dezember 1980 | (10:5)       |       |                  | Eulachhalle, Winterthur |
| 27. Dezember 1980 |              |       |                  | Eulachhalle, Winterthur |

| 27. Dezember 1980 | TSV St. Otmar St. Gallen | 15:9 | Yellow Winterthur | Eulachhalle, Winterthur |
| 27. Dezember 1980 | (5:4)                    |      |                   | Eulachhalle, Winterthur |
| 27. Dezember 1980 |                          |      |                   | Eulachhalle, Winterthur |

| 27. Dezember 1980 | RK Željezničar Sarajevo | 17:8 | Pfadi Winterthur | Eulachhalle, Winterthur |
| 27. Dezember 1980 | (11:4)                  |      |                  | Eulachhalle, Winterthur |
| 27. Dezember 1980 |                         |      |                  | Eulachhalle, Winterthur |

| 27. Dezember 1980 | FC Barcelona | 13:15 | TSV St. Otmar St. Gallen | Eulachhalle, Winterthur |
| 27. Dezember 1980 | (6:8)        |       |                          | Eulachhalle, Winterthur |
| 27. Dezember 1980 |              |       |                          | Eulachhalle, Winterthur |

| 28. Dezember 1980 | Yellow Winterthur | 15:12 | Pfadi Winterthur | Eulachhalle, Winterthur |
| 28. Dezember 1980 | (9:5)             |       |                  | Eulachhalle, Winterthur |
| 28. Dezember 1980 |                   |       |                  | Eulachhalle, Winterthur |

| 28. Dezember 1980 | TSV St. Otmar St. Gallen | 14:14 | RK Željezničar Sarajevo | Eulachhalle, Winterthur |
| 28. Dezember 1980 | (9:4)                    |       |                         | Eulachhalle, Winterthur |
| 28. Dezember 1980 |                          |       |                         | Eulachhalle, Winterthur |

| 28. Dezember 1980 | FC Barcelona | 15:12 | Yellow Winterthur | Eulachhalle, Winterthur |
| 28. Dezember 1980 | (10:6)       |       |                   | Eulachhalle, Winterthur |
| 28. Dezember 1980 |              |       |                   | Eulachhalle, Winterthur |

| 28. Dezember 1980 | TSV St. Otmar St. Gallen | 16:13 | Pfadi Winterthur | Eulachhalle, Winterthur |
| 28. Dezember 1980 | (11:7)                   |       |                  | Eulachhalle, Winterthur |
| 28. Dezember 1980 |                          |       |                  | Eulachhalle, Winterthur |

| 28. Dezember 1980 | FC Barcelona | 25:19 | RK Željezničar Sarajevo | Eulachhalle, Winterthur |
| 28. Dezember 1980 | (14:10)      |       |                         | Eulachhalle, Winterthur |
| 28. Dezember 1980 |              |       |                         | Eulachhalle, Winterthur |